# Okna (okres Česká Lípa)
Okna (německy Woken bei Hirschberg) jsou obec v jižní části okresu Česká Lípa, v širokém rovinném úvalu horního toku Robečského potoka, místně zvaného Okenský potok, který z jihu napájí soustavu rybníků u Doks. Žije zde 345 obyvatel.

## Historie
Zápisy z poloviny 14. století hovoří o obci jako lidnaté vsi, která je v držení pánů z Bezdězu. Okna byla vždy zemědělskou vsí, která byla zázemím dvou center řemeslné výroby – Doks a Bělé pod Bezdězem.

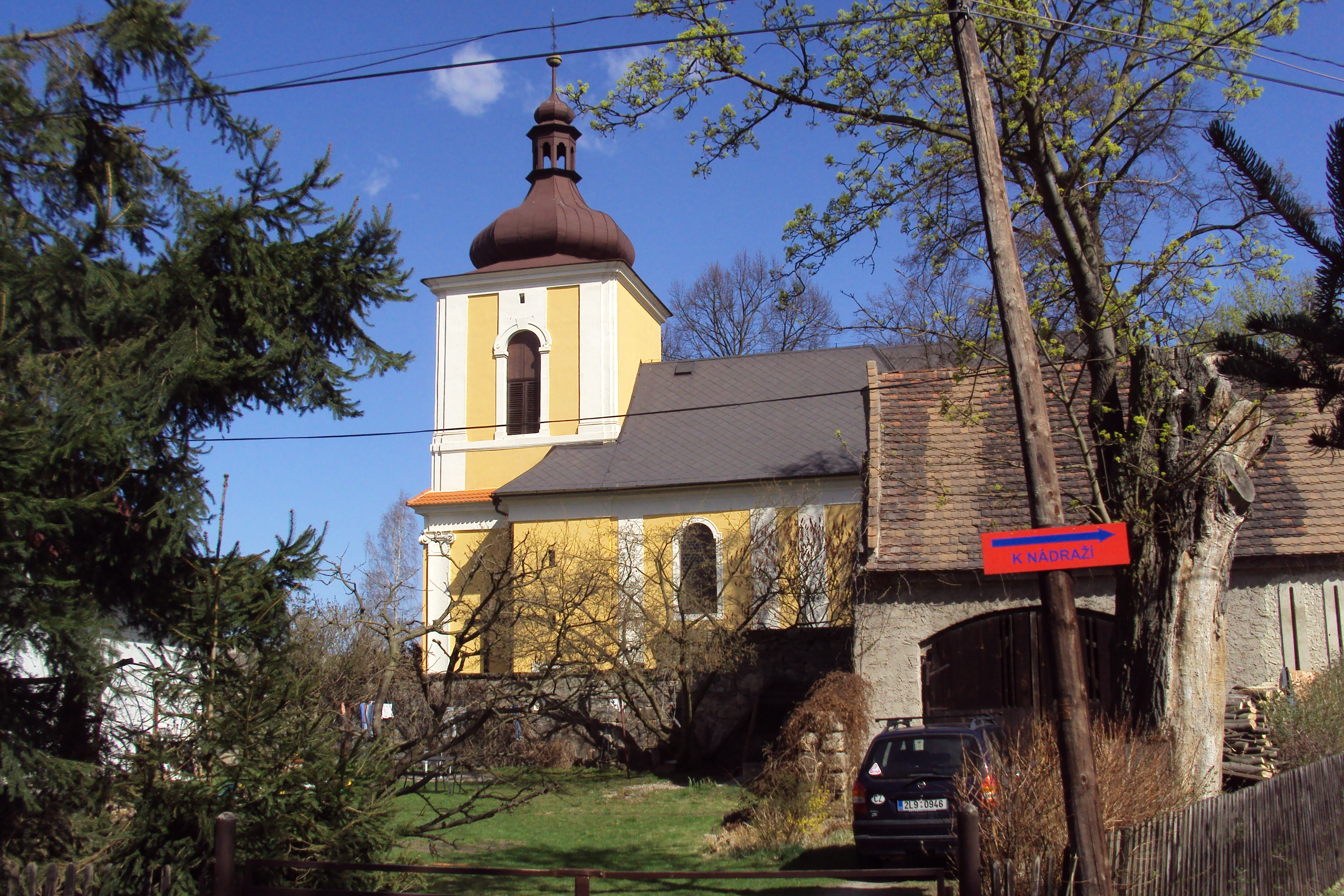
Kostel Nanebevzetí Panny Marie

V roce 1930 měla obec 420 obyvatel, převážně Němců. V roce 1946 v obci žilo asi 300 Čechů a 110 Němců, kteří postupně sami emigrovali. V roce 1960 došlo ke sloučení obcí Okna a Obora do jednoho celku, od 1. ledna 1981 byly obce přivtěleny pod město Doksy. Od roku 1991 je obec zase samostatná, Obora zůstala součástí obce Doksy.

## Obyvatelstvo
Při sčítání lidu v roce 1921 ve vsi žilo 364 obyvatel (z toho 175 mužů), z nichž bylo sedm Čechoslováků, 355 Němců a dva cizinci. Až na sedm evangelíků a čtyři příslušníky nezjišťovaných církví byli římskými katolíky. Podle sčítání lidu z roku 1930 měla vesnice 420 obyvatel: 28 Čechoslováků, 387 Němců, dva příslušníky jiné národnosti a tři cizince. Většina (403 osob) se hlásila k římskokatolické církvi, ale čtyři lidé byli evangelíky, šest členy církve československé, tři patřili k nezjišťovaným církvím a čtyři lidé byli bez vyznání.

### Významní obyvatelé
- Gustav Bürgermeister (1906–1983) – stavební inženýr, statik a profesor německé národnosti, narodil se v Oknech

## Doprava
Okny prochází silnice druhé třídy II/273, poblíž obecního úřadu je autobusová zastávka. V obci se také nachází železniční zastávka na železniční trati Bakov nad Jizerou – Jedlová.
Obcí vede zeleně značená turistická trasa z obce Bezděz směrem na Doksy a u nádraží začíná žlutá trasa vedoucí k Bělé pod Bezdězem. Obcí vede také cyklostezka č. 0014, kterou využívají turisté, navštěvující Kokořínsko a okolí Máchova jezera.

## Společnost
V obci se nachází Základní škola a mateřská škola Okna. Její součástí je základní škola, mateřská škola (tradiční a lesní), školní družina a dětský klub a školní jídelna.
Obec reprezentuje fotbalový tým TJ Okna.

## Pamětihodnosti
Nejvýznamnější památkový objekt v obci představuje farní kostel Nanebevzetí Panny Marie ze 14. století. Původně gotická stavba byla zásadně přestavěna v 18. století. Dodnes je zachovaný zvon z roku 1594.
V jihovýchodním sousedství kostela roste památný strom moruše bílá. Ve vesnici stojí roubených staveb, mezi nimi památkově chráněná usedlost čp. 16.

## Galerie

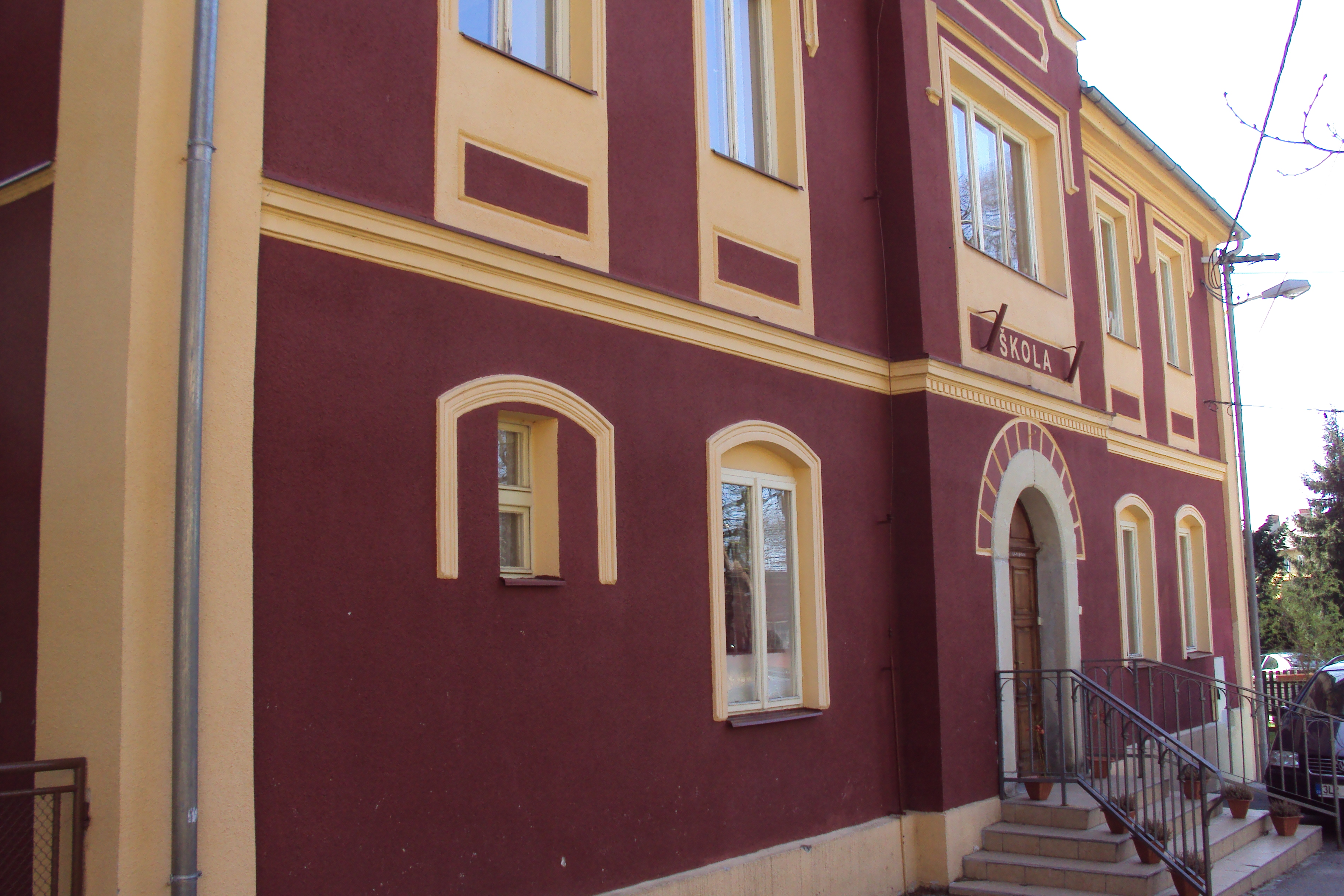
Budova základní školy
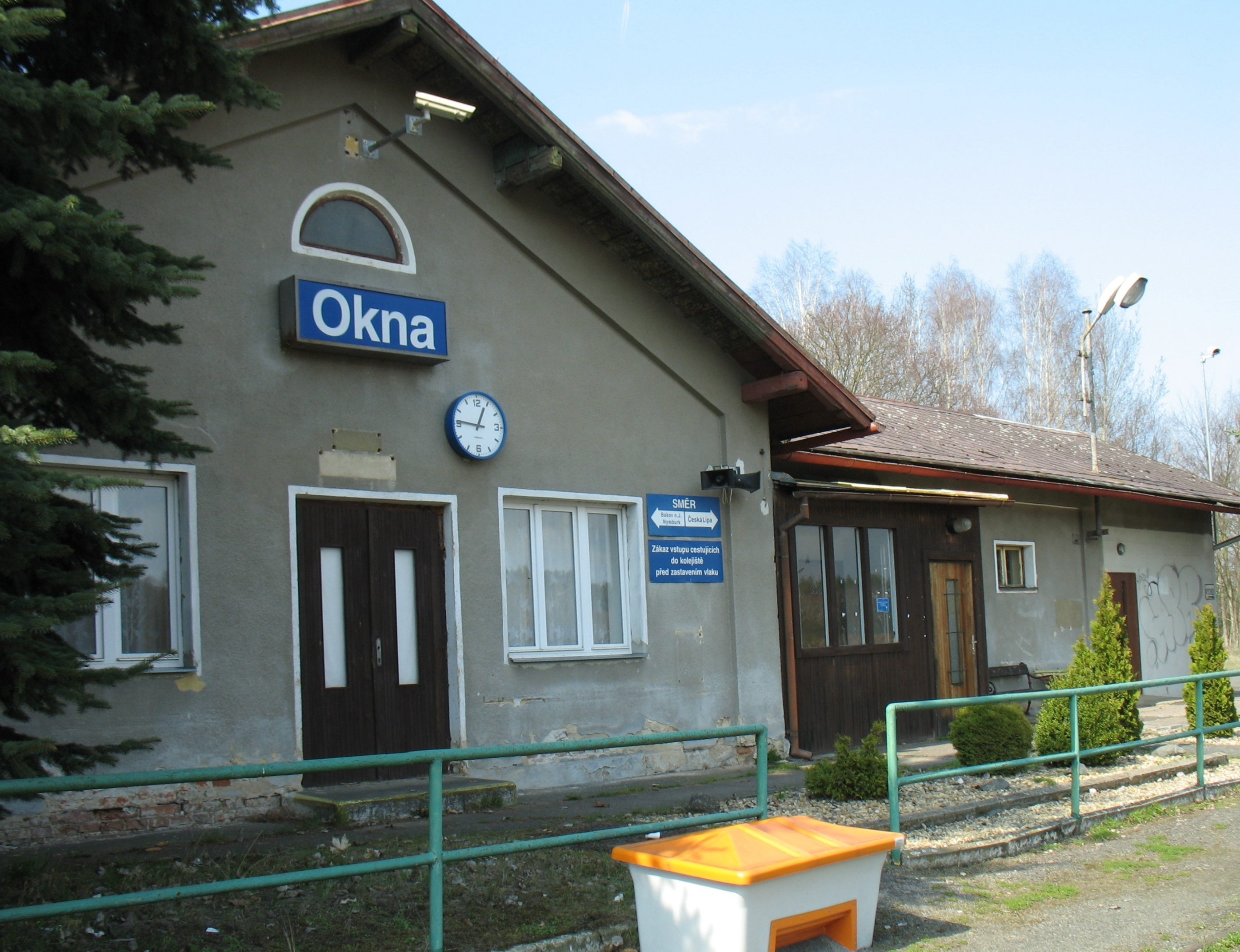
Železniční zastávka Okna
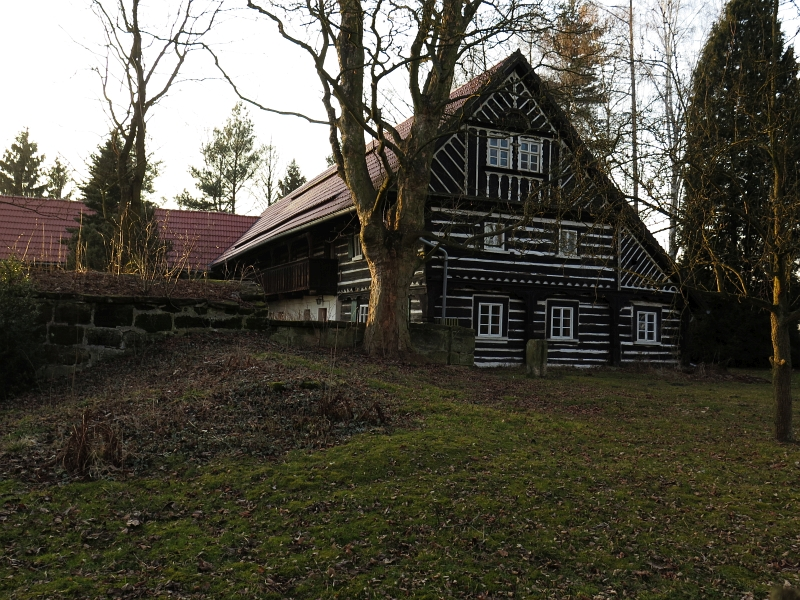
Roubená usedlost čp. 16
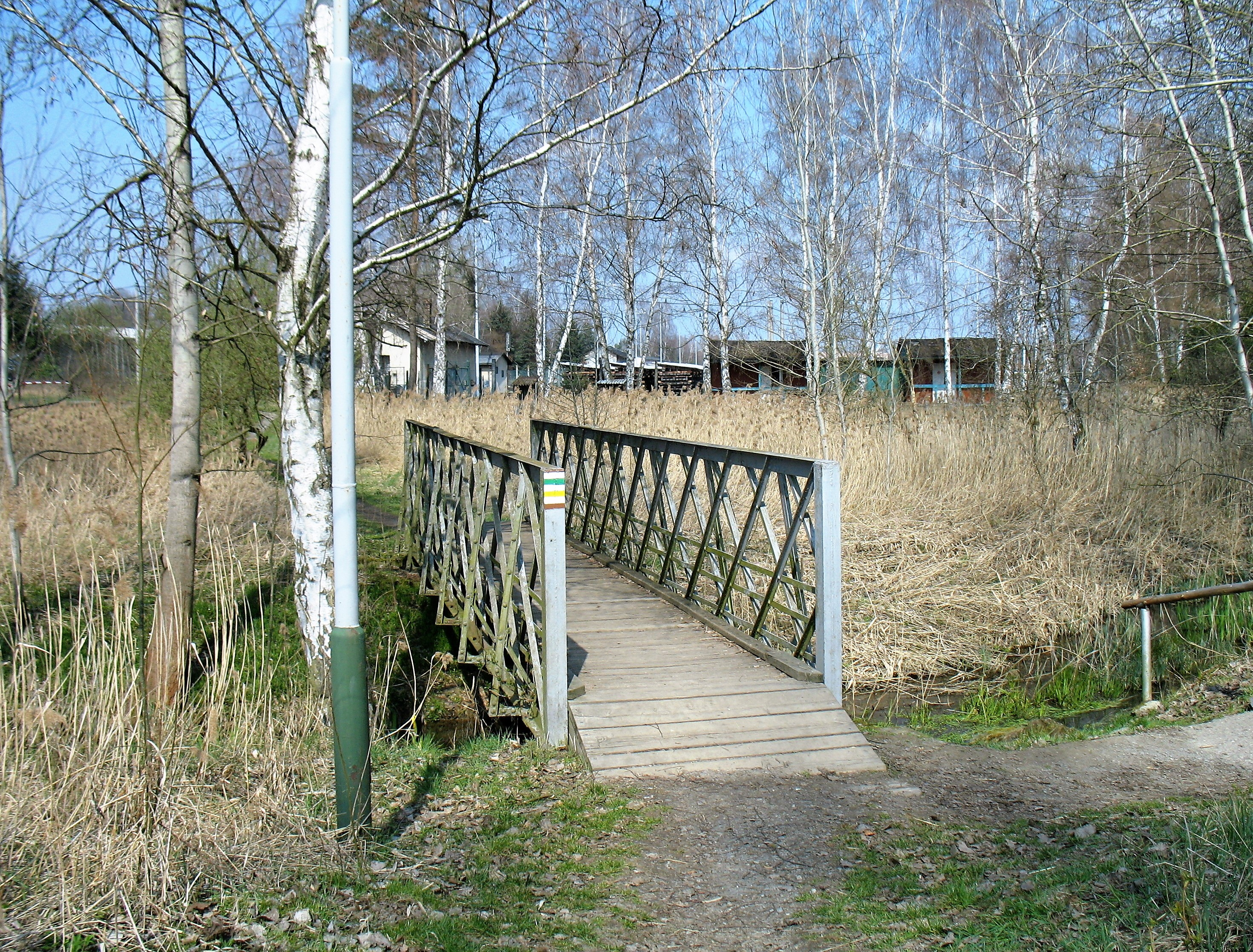
Lávka přes Robečský potok
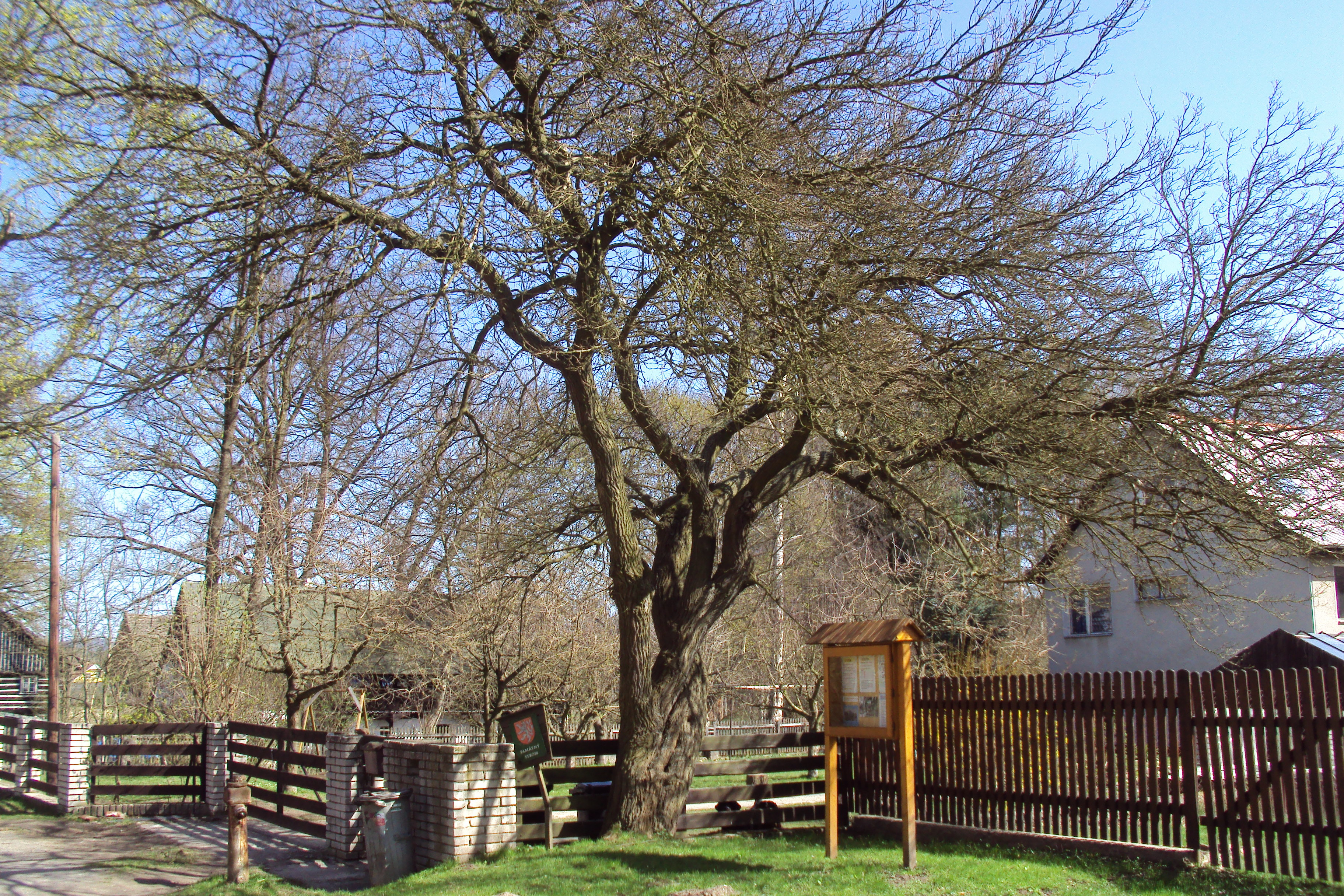
Památný strom moruše bílá